# Havana Club
Havana Club es una marca de ron que es fabricado en Santa Cruz del Norte, Cuba. La marca fue establecida en 1934 por José Arechabala S.A. y fue nacionalizada en 1960 después de la Revolución cubana. Desde 1993 es producido por el consorcio Havana Club Internacional, el cual es un empresa conjunta entre Pernod Ricard y el gobierno cubano.

## Sabores
- Añejo Blanco
- Añejo 3 Años
- Añejo Especial
- Añejo Reserva
- Añejo 7 Años
- Cuban Barrel Proof

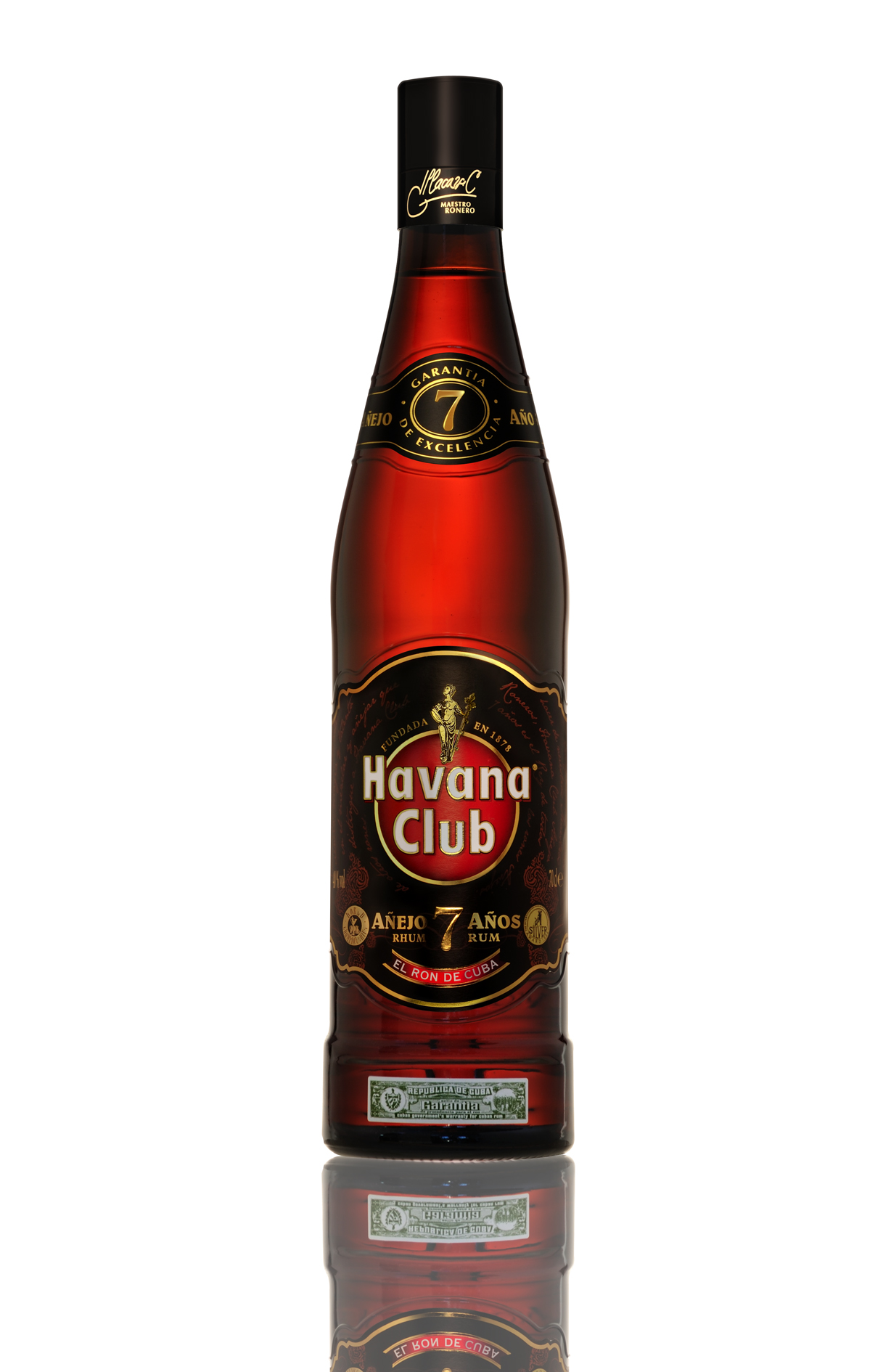
Havana Club 7 años

- San Cristóbal de La Habana - Ron Añejo Solera
- Gran Añejo 15 Años
- Máximo - Ron Extra Añejo

### Añejo 15 años Gran Reserva
El Ron Añejo 15 años es una variedad que no siempre está disponible en el mercado y es relativamente difícil de obtener.

### Añejo Solera San Cristóbal
Una edición especial es el Ron Añejo Solera San Cristóbal, el cual solamente es vendido en la destilería oficial de Havana Club. Solera San Cristóbal fue creado por las celebraciones del 480 aniversario de la Villa de San Cristóbal La Habana.

## Ventas internacionales
Havana Club es la quinta mayor marca de ron en el mundo, con casi 4 millones de cajas vendidas en 2012-2013. Es comercializado en el exterior por el productor de bebidas Pernod Ricard.

### Comercialización en EE. UU.
La batalla comercial sobre los derechos del uso del nombre en Estados Unidos se inició en 1994, cuando Bacardí solicitó una licencia para manejar la marca. Bacardí adquirió los derechos de la marca registrada Havana Club de los creadores y dueños originales, la familia Arechabala, que fabricó su ron en  Cárdenas en Cuba desde los años 30 hasta 1960 y lo exportó a Estados Unidos y otros países hasta que sus plantas de fabricación fueron embargadas sin indemnización alguna durante la revolución cubana. Hasta la fecha, Bacardi había ganado todas las batallas legales en EE. UU. en relación con la comercialización y uso de la marca Havana Club tanto que en abril de 2010 la corte de distrito de Wilmington, Delaware, dictaminó que el origen del ron Havana Club de Bacardi es geográficamente preciso. La botella claramente lo describe como ron de Puerto Rico y basado en la receta original cubana creada por la familia de Jose Arechabala, para esto Bacardí presentó un estudio que mostraba que tan sólo el 18% de los consumidores del ron que miraron la etiqueta pensaban que se fabricó en Cuba o que los ingredientes eran cubanos. 
El origen de la interminable batalla legal se remonta al momento en que la firma Bacardí, que producía en Cuba el ron Bacardí y Havana Club, decidió abandonar ese país luego de la llegada de Fidel Castro al poder en 1959. La firma continuó produciendo el ron en Puerto Rico y de esa forma pasó a comercializar la marca en Estados Unidos. En 1976 Cuba logró obtener el registro de la marca pero en 2006 lo perdió al no poder presentar la debida licencia de la OFAC. La Habana abrió entonces un nuevo frente en la batalla legal, que en 2012 llegó a la Suprema Corte estadounidense, pero el tribunal rehusó analizar el caso. 
A mediados de la década de 1990, una empresa cubana se había asociado a Pernod Ricard para la exportación de la fabricación cubana de ron bajo la marca Havana Club, con excepción del mercado de Estados Unidos debido al embargo comercial que aplica Washington al Gobierno cubano desde hace casi medio siglo. En diciembre de 2013, cuando el restablecimiento de las relaciones diplomáticas entre Estados Unidos y Cuba era visto como algo imposible, Cuba llegó a lanzar un ron especial, Havanista, de calidad de los modelos añejos de Havana Club, especialmente para el mercado estadounidense. La empresa cubano-francesa Havana Club International (de la que forma parte la gigante francesa Pernod Ricard) registró la marca Havanista en 2011 con la expectativa de poder comercializarla en Estados Unidos luego del levantamiento del embargo. 
En enero de 2016 finalmente a Oficina de Patentes y Marcas (USPTO) de Estados Unidos garantizó a la empresa Cubaexport el registro y los derechos sobre la marca de ron Havana Club en territorio estadounidense abriendo un nuevo capítulo en el litigio de casi dos décadas entre Cuba y la familia Bacardí, que comercia un ron Havana Club producido en Puerto Rico. La empresa cubana Cubaexport consiguió una autorización especial de la oficina del Tesoro sobre Control de Activos Extranjeros (OFAC) y con ello la firma presentó la documentación ante la oficina de patentes. La decisión permitirá a Cuba comercializar en Estados Unidos el ron Havana Club producido en territorio cubano una vez que el embargo comercial adoptado por Washington contra la isla hace medio siglo sea finalmente desmontado.